# Horde3D
Horde3D est un moteur graphique libre.

## Historique
Le développement du moteur est pris en charge par l'université d'Augsbourg en Allemagne.

## Objectif
L'objectif principal de Horde3D est de proposer une solution de rendu de scène en programmation orientée objet.